# Stenella
Stenella er en slægt i familien delfiner med fem arter, der er udbredt i varme have over hele verden.

## Beskrivelse
Arterne i Stenella er slanke delfiner, der måler mellem 1,5 og 3,5 meter i længden. Hannerne er som regel noget større end hunnerne. Næbbet er langt og smalt og er tydeligt afsat i forhold til panden. I hver kæbehalvdel sidder mellem 28 og 65 små, spidse tænder.
Medlemmerne af slægten Stenella ses oftest i små grupper og meget sjældent alene. Hos pantropisk plettet delfin er set flokke på flere tusind dyr.
De springer ofte ud af vandet, hvilket kan ske lodret mens de roterer om deres egen længdeakse for til slut at dykke ned i vandet igen med halen først. Føden består næsten udelukkende af små fisk. Desuden undertiden blæksprutter.

## Arter
De fem arter i slægten Stenella:
- Stribet delfin, Stenella coeruleoalba
- Langnæbbet delfin, Stenella longirostris
- Pantropisk plettet delfin, Stenella attenuata
- Atlantisk plettet delfin, Stenella frontalis
- Clymenedelfin, Stenella clymene